# Рахат Алієв
Рахат Мухтарович Алієв (Шораз) (каз. Рахат Мұхтарұлы Әлиев; нар. 10 грудня 1962, Алма-Ата, Казахська РСР — пом. 24 лютого 2015, Відень, Австрія) — казахстанський політик, бізнесмен і дипломат.
Доктор медичних та економічних наук. Мав звання генерал-майора (з серпня 1999), дипломатичний ранг Надзвичайного і Повноважного Посла I класу. Після сварки з президентом Казахстану Нурсултаном Назарбаєвим у 2008 році позбавлений всіх рангів, чинів і звань і Алмалинським районним судом міста Алма-Ати заочно засуджений у сукупності до 20 років позбавлення волі.
Згодом переховувався в Австрії, де раніше обіймав посаду Посла Казахстану. Незважаючи на неодноразові вимоги про екстрадицію до Казахстану, деякий час був під захистом австрійської поліції, де подав заяву на надання політичного притулку. Пізніше був арештований і поміщений до австрійської в'язниці.
У лютому 2015 року Рахат Алієв був виявлений повішеним в одиночній камері, в його крові було виявлено присутність барбітуратів. Офіційною версією є самогубство, хоча багато близьких друзів та родичів відкинули цю версію. Помер незадовго до суду, де він обіцяв надати неспростовні докази причетності європейських і казахстанських чиновників до великомасштабної корупції.

## Життєпис
Рахат Мухтарович Алієв народився 10 грудня 1962 року в Алма-Аті. Походить з роду Унгіратів Середнього жуза (по батькові). Мати — татарка.
7 жовтня 1983 року Алієв одружився з Даригою Назарбаєвою, донькою секретаря ЦК Компартії Казахської РСР Нурсултана Назарбаєва (у 1990—2019 роках — президент Казахстану).
У 1986 році закінчив Алма-Атинський медичний інститут за спеціальністю «лікар-хірург». Працював лікарем-лаборантом Казахстанського НДІ хірургії, у 1986—1989 роках — клінічний ординатор, аспірант 2-го Московського медичного інституту. У 1989—1993 роки — старший, потім провідний науковий співробітник Казахстанського НДІ хірургії.
У 1993 році — заступник начальника управління зовнішніх економічних зв'язків міністерства охорони здоров'я Республіки Казахстан.
З 1993 року очолював ряд компаній: генеральний директор зовнішньоторговельної компанії «КазМедІмпорт» при міністерстві зовнішніх економічних зв'язків Республіки Казахстан (1993—1995), генеральний директор ТОВ Спільного підприємства «РР Казахстан — торгівля і фінансування Лтд», президент холдингу «Цукровий центр» (1995—1996).
З грудня 1996 року служив у податкових органах: перший заступник начальника головного управління податкової поліції Державного податкового комітету Республіки Казахстан, начальник управління по боротьбі з корупцією і контрабандою; з квітня 1997 року — начальник управління податкової поліції Алма-Ати, з листопада 1997 р. — директор департаменту податкової поліції міністерства фінансів, з жовтня 1998 року — голова Комітету податкової поліції, перший віце-міністр державних доходів Казахстану. Одночасно в 1997 році закінчив Вищу школу права «Аділет» за спеціальністю «юрист-правознавець», стажувався в Академії ФБР США.
З вересня 1999 року служив у структурах Комітету національної безпеки Казахстану: начальник департаменту по Алма-Аті і Алма-Атинській області, з липня 2000 року — заступник, з травня 2001 року — перший заступник голови Комітету національної безпеки.
З листопада 2001 року — заступник начальника служби охорони президента Казахстану. З січня 2002 року — президент Національного олімпійського комітету.
З 21 червня 2002 року по липень 2005 року — надзвичайний і повноважний посол Казахстану в Республіці Австрія і за сумісництвом — у Союзній Республіці Сербія та Чорногорія; представляв країну також в ОБСЄ і деяких інших міжнародних організаціях, акредитованих у Відні. Одночасно — Надзвичайний і повноважний посол Республіки Казахстан в Республіці Словенії, Республіці Хорватії, Республіці Македонії. 18 лютого 2003 року на засіданні Постійної ради ОБСЄ офіційно висунув заявку на головування Казахстану в ОБСЄ в 2009 році, проте заявка не отримала підтримки ряду членів ОБСЄ. Успіх Казахстану в просуванні заявки на головування в ОБСЄ відбулася тільки після усунення Рахата Алієва зі всіх постів.
З липня 2005 року — перший заступник міністра закордонних справ Республіки Казахстан і одночасно з серпня 2005 — спеціальний представник Казахстану з питань співпраці з ОБСЄ.
З 9 лютого 2007 року — надзвичайний і повноважний посол Республіки Казахстан в Республіці Австрія, Постійний представник Республіки Казахстан в ОБСЄ і міжнародних організаціях у Відні.
У різні роки очолював також Федерацію водних видів спорту Республіки Казахстан (1996—2007), раду ОФ «Формування податкової культури» (1997—2001), Федерацію футболу Казахстану (червень 1999 — серпень 2007), був першим віце-президентом національної олімпійської ради Республіки Казахстан (січень 1998 — січень 2002).

### «Нурбанкгейт». Опала
Наприкінці січня — на початку лютого 2007 року почали розвиватися гучні події, пов'язані з викраденням керівників Нурбанку великим акціонером цього банку Р. М. Алієвим, що пізніше стали відомими як «Нурбанкгейт».
1 лютого 2007 Рахат Алієв на своєму автомобілі разом з Вадимом Кошляком (радник першого заступника голови Нурбанку) вивезли з банку Абільмажина Гілімова (голова правління «Нурбанку»); на іншому автомобілі був вивезений Жолдас Тімралієв (колишній перший заступник голови правління «Нурбанку»); обидва викрадених потім протягом двох днів утримувалися на території підсобного господарства ТОВ «Агрофірма „Агротекс“», що належить батькові Р. Алієва — Мухтару Алієву, з метою вимагання; Алієв вимагав від Абільмажина Гілімова і Жолдаса Тімралієва переоформити на нього своє майно.
9 лютого 2007року Рахат Алієв на своєму автомобілі разом з Вадимом Кошляком вивезли в невідомому напрямку Айбара Хасенова (завгоспа Нурбанку), а також знову вивезли Жолдаса Тімралієва. Після чого місце знаходження зазначених осіб невідоме.
У травні 2007 року проти Рахата Алієва було порушено кримінальну справу за звинуваченням у викраденні топ-менеджерів «Нурбанку» Жолдаса Тімралієва і Айбара Хасенова (за ч. 3 ст. 125 Кримінального Кодексу Республіки Казахстана — «викрадення людей, вчинене організованою групою, неодноразово, із застосуванням зброї і насильства, небезпечного для життя та здоров'я відносно двох і більше осіб, з корисливих мотивів»). 26 травня 2007 року за поданням міністра внутрішніх справ Казахстану Бауржана Мухамеджанова указом президента Республіки Казахстан Рахат Алієв зміщений з усіх посад; оголошений в міжнародний розшук. У той же день Рахат Алієв заявив про перехід в опозицію до президента Нурсултана Назарбаєва. 28 травня 2007 року Генеральна прокуратура Республіки Казахстан санкціонувала арешт Р. М. Алієва, і до Відня прибула оперативно-слідча група спецслужб на чолі з заступником генерального прокурора Казахстану Асхата Даулбаєва.
1 червня 2007 року Рахата Алієва затримала австрійська поліція, але незабаром було відпущено під заставу і підписку про невиїзд; звернувся до влади з проханням надати австрійське громадянство. У серпні 2007 року австрійський суд відхилив екстрадицію Алієва до Казахстану, посилаючись на відсутність гарантій об'єктивного розслідування.
Судовий процес у Казахстані почався 9 листопада 2007 року. 15 січня 2008 Р. М. Алієв був заочно засуджений казахським судом на 20 років позбавлення волі за викрадення топ-менеджерів «Нурбанку» (ч. 3 ст. 125 КК РК).
25 березня 2008 року за звинуваченням у створенні і керівництві організованим злочинним угрупованням з шістнадцяти осіб військовим судом Акмолинського гарнізону Р. М. Алієв був заочно засуджений до 20 років колонії суворого режиму з конфіскацією майна: був визнаний винним у зловживанні владою та службовим становищем (ч. 2 ст. 380 КК РК), розкрадання державного майна у великому розмірі (ч. 3-а, б ст. 176), створенні і керівництві організованою злочинною групою (ч. 4 ст. 235), розкрадання вогнепальної зброї і боєприпасів (ч. 4-а ст. 255), їх незаконному зберіганні і перевезенні (ч. 3 ст. 251), незаконне отримання і розголошення державних таємниць (ч. 4 ст. 172), діях, спрямованих на насильницьке захоплення влади (ч. 1 ст. 168 КК РК).
Указом Президента Республіки Казахстан від 20 квітня 2008 року позбавлений нагород, спеціального звання «генерал-майор фінансової поліції» і військового звання «генерал-майор», а також дипломатичних рангів.
У березні 2008 року посольство Казахстану в Австрії інформувало МЗС Австрії про те, що довірені особи Рахата Алієва використовували формуляр з підробленим підписом посла. З цього випливає, що Рахат Алієв і його співробітники на регулярній основі використовували у своїй роботі підробки.
У липні 2008 року в інтерв'ю The Wall Street Journal Р. М. Алієв звинуватив колишнього тестя в корупції — присвоєння мільярдів доларів з державного бюджету, заволодіння частками в мідній, урановій та нафтогазовій промисловості, мережею офшорних банківських рахунків. Деякі з своїх заяв Р. М. Алієв підтвердив банківськими документами з Лівану та копіями чеків, виписаних на банки в Індонезії та Ліхтенштейні.

### Книга «Хрещений тесть»
У травні 2009 року Рахат Алієв опублікував книгу «Хрещений тесть» (англ. «The Godfather-in-law»).
Книга була класифікована владою Казахстану як така, що містить відомості, які ганьблять президента Казахстану, розкриває таємницю листування і телефонних розмов і «розголошує державні секрети». Також, зміст цієї книги казахстанськими чиновниками усіх рівнів офіційно називається помилковим.
Офіційний представник Генпрокуратури РК Сапарбек Нурпеїсов 21 травня 2009 року зробив наступну заяву:
 
Справи по підслідності направлені до Комітету національної безпеки Казахстану і 16 травня 2009 року були прийняті ними у діловодство. Таким чином, книга була відразу ж заборонена в Казахстані, кримінальна відповідальність передбачена за поширення і незаконне ввезення названої книги на територію Республіки, читання цього матеріалу не вважається кримінальним злочином.
Ряд експертів висловили думку, що книга Рахата Алієва «Хрещений тесть» викликала остаточний крах надій на казахстанську опозицію.

### Питання екстрадиції до Казахстану
Чиновники Казахстану, депутати Мажилісу та інші офіційні особи заявляли, що Алієва необхідно екстрадовати до Казахстану. Зокрема, депутат Мажилісу Мурат Абенов заявив про Алієва: При цьому австрійська сторона неухильно відповідала, що видача не може бути проведена, оскільки Австрія в такому випадку не може бути впевнена в належній безпеці Алієва і відсутності незаконного переслідування його з боку влади Казахстану. Однак, на відносини двох країн цей інцидент не вплинув, Казахстан і Австрія продовжували динамічно розвивати своє співробітництво.
Екс-голова КНБ РК Альнура Мусаєв підтвердив, що всі звинувачення проти Рахата Алієва відповідають дійсності.

### Звинувачення у вбивстві
У червні 2011 року, після виявлення останків топ-менеджерів «Нурбанку» Жолдаса Тімралієва і Айбара Хасенова, зниклих у 2007 році, Р. М. Алієву було пред'явлено заочне звинувачення в їх вбивстві. Суд Відня в червні 2011 року відмовився екстрадувати Алієва до Казахстану.
У січні 2014 року прокуратура Казахстану подала клопотання про порушення кримінальної справи щодо Р. М. Алієва і екс-глави комітету нацбезпеки А. А. Мусаєва з метою перевірки їх причетності до організації вбивства опозиціонера А. Сарсенбаева, його водія та охоронця.
Крім того, Р. М. Алієв підозрювався в причетності до вбивства колишньої казахстанської тележурналістки Анастасії Новікової в Лівані.
З 2008 року Рахат Алієв неодноразово виступав в опозиційній пресі, на телеканалі К+, а також радіо «Азаттик». У своїх виступах він намагався представити себе як головного опозиціонера в країні.
У 2009 році у видавництві Trafo Verlagsgruppe вийшла книга Хрещений тесть, в якій автор, Рахат Алієв (на той момент — посол Казахстану в Австрії) неодноразово критично висловлювався щодо планів президента Казахстану щодо зміни Конституції. В останній телефонній розмові з ним він заявив президенту про категоричну незгоду з його новим політичним курсом.
 «Цивілізований світ остаточно відвернеться від вас, пане президенте», — це були останні слова, які я встиг вигукнути в трубку перед тим, як зв'язок перервався…

Це був день остаточного розриву з людиною, поряд з яким я провів довгі 24 роки…
У той же день на мене заводять абсурдне кримінальну справу. Жоден суд в нормальній країні її б навіть не прийняв до розгляду: мене звинуватили… у зникненні шахраїв, які втекли з грошима вкладників…
За 6 днів до 1 червня 2007 року я публічно оголосив про свій намір балотуватися в президенти на майбутніх в 2012 році президентських виборах. Це було давно дозріле рішення, я вже говорив про нього президенту в наших приватних бесідах…
«Я вважаю, що фактична узурпація президентського поста через одну людину, перетворення виборного процесу на спектакль для іноземних спостерігачів, послідовний відкат від демократичних завоювань, м'яко кажучи, не йдуть на користь нашій країні», — ці слова процитували багато агентств і видання в нашій країні і за кордоном…

## Обставини смерті
5 червня 2014 року на підставі матеріалів про викрадення і вбивство топ-менеджерів «Нурбанку» Тімралієва і Хасенова був заарештований у Відні. Колишній зять Назарбаєва сам здався австрійській поліції, він чекав початку судового процесу, обговорювалося також питання щодо його екстрадиції до Казахстану.
Вранці 24 лютого 2015 року о 07:20 за середньоєвропейським часом (09:20 за київським часом) Алієв знайшли повішеним у ванній кімнаті камери в'язниці в районі Йозефштадт міста Відня. Персонал в'язниці і адвокати не вважали Алієва схильним до суїцидальних намірів, проте було відомо, що йому погрожували розправою невідомі особи, при цьому, як повідомляється, цю розправу збиралися замаскувати під суїцид.
Адвокат Алієва Манфред Айнедтер засумнівався в самогубстві свого підзахисного. У той же час міністерство юстиції Австрії офіційно підтвердило факт самогубства Рахата Алієва в тюремній камері. Відразу після цього міністерство закордонних справ Казахстану повідомило про те, що правоохоронні органи Казахстану наполягають на своїй участі в розслідуванні обставин смерті Алієва.
Висновок про самогубство як причини смерті зроблений в процесі двох судово-медичних експертиз — у Відні і Сен-Галлені (Швейцарія). З висновками експертиз згодом погодилися і адвокати Рахата Алієва, в тому числі Манфред Айнедтер.
Алієв здійснив самогубство на сороковини свого батька.

## Родина
Батько — Мухтар Алієвич Алієв (1933—2015) — хірург, академік Академії наук Республіки Казахстан (1989); мати — Мінвар Кадишівна Алієва.
Дружина (в 1983—2007) — Дарига Назарбаєва;
- сини — Нуралі (нар. 1985), Айсултан (нар. 1990),
- донька Венера (нар. 2000)[2];
  - двоє онуків.

Дружина (у другому шлюбі, з вересня 2009) — Ельнара Муратханівна Шоразова; після другого одруження Алієв змінив прізвище, взявши прізвище дружини — Шораз;
- син (нар. 2008)[27].

Сват Беріка Імашева.

## Оцінки

### Оцінки в Казахстані
Політики Казахстану вкрай негативно сприйняли скандал з Алієвим, вважаючи, що він послаблює міжнародний престиж країни; більш того, багато депутатів казахстанського парламенту публічно вимагали від президента, щоб той зупинив «цю ганьбу».
У Казахстані вважають також, що Рахат Алієв на посаді глави Футбольного союзу Казахстану розвалив казахстанський футбол.

### Позиція президента Казахстану
Назарбаєв визнає, що для нього особисто і для всієї родини «стало величезною трагедією і болем» те, що його колишній зять і батько трьох його онуків Рахат Алієв «зрадив не стільки свою сім'ю, дітей, але країну, перейшовши межі дозволеного».

## Нагороди
- Орден «Данқ» II ступеня, медалі «10 років незалежності Республіки Казахстан» і «10 років Парламенту Республіки Казахстан» (відповідно до Указу Президента Республіки Казахстан від 20 квітня 2008 року позбавлений ордену і медалей)[31]
- У жовтні 2006 року перший заступник міністра закордонних справ Казахстану Рахат Алієв нагороджений державною нагородою Австрії — Великим Срібним Знаком Пошани на стрічці.

## Наукова діяльність
У 2005 році в Москві захистив дисертацію на здобуття наукового ступеня доктор економічних наук, тема: «Трансформація економічних функцій держави в умовах глобалізації».

### Книги і публікації
- Русско-казахско-английский словарь спортивных терминов. Футбол. (соавтор Т. А. Акпаев). Алматы, ИД «Credo», 2001.
- Алиев Р. Экономика. Государство и глобализация. — М. : Республика, 2004. — 607 с. — ISBN 5-250-01892-8.
- Алиев Р. Экономика және мемлекет. — Алматы : Формат, 2004. — 484 с. — ISBN 9965-27-299-9.
- Aliyev R. The Godfather-in-law. Eine Dokumentation. — Literaturverlag, 2009. — ISBN 978-3-89-626-915-7.